# 小折口站
小折口站（日语：／ Ioriguchi eki */?）是一座位於愛知縣丹羽郡布袋町小折（現時：江南市），名古屋鐵道犬山線的車站（廢站）。車站位於丹羽郡布袋町和一宮市千秋町的邊界附近（布袋站高架橋上斜位置）。

## 歷史
- 1912年（大正元年）8月6日 - 名古屋電氣鐵道（日语：名古屋電気鉄道）犬山線的小折站啟用[2]。
- 1913年（大正2年）3月27日  - 宣布車站改名為小折口站[3]。
- 1921年（大正10年）7月1日  - 名古屋電氣鐵道一宮線和犬山線轉讓給名古屋鐵道，成為名古屋鐵道犬山線的車站。
- 1922年（大正11年）7月21日：隨著犬山線雙線化，此站的月台改為2面2線。
- 1941年（昭和16年）8月12日 - 一宮線枇杷島橋至岩倉之間編入為犬山線，成為名古屋鐵道犬山線車站。
- 1944年（昭和19年） - 車站暫停營業。
- 1969年（昭和44年）4月5日 - 車站廢除。

## 車站構造
此站是地面車站，設有2面2線的月台。此站距離松杜天神最近，站內設有石碑。現時該石碑位於小折口站遺址附近的路軌範圍內。

## 相鄰車站
所屬路線和相鄰車站取自車站營業時代。
名古屋鐵道
犬山線
特急、急行
通過
普通
石佛－小折口－布袋

## 注腳
1. ↑  鉄道停車場一覧. 昭和12年10月1日現在 （页面存档备份，存于）（日語） 國立國會圖書館數碼化收藏 2020年2月1日參閱。
2. ↑  日本鉄道旅行地図帳 追加・訂補 7号 東海 （页面存档备份，存于）（日語） - 鐵道論壇
3. ↑  「軽便鉄道駅名改称」《官報》1913年4月4日（國立國會圖書館數碼化資料）